# Garde royale (France)
Pour les articles homonymes, voir Garde royale.
Sous la Restauration, une garde royale est créée pour assurer, en complément de la maison militaire, la protection du roi de France. Elle a servi Louis XVIII puis Charles X, avant d'être supprimée par Louis-Philippe.
La garde royale est considérée comme un corps d'armée d'élite, constitué de soldats vétérans et destiné à servir de réserve à l'armée royale lors des batailles.

## Historique

### Première Restauration

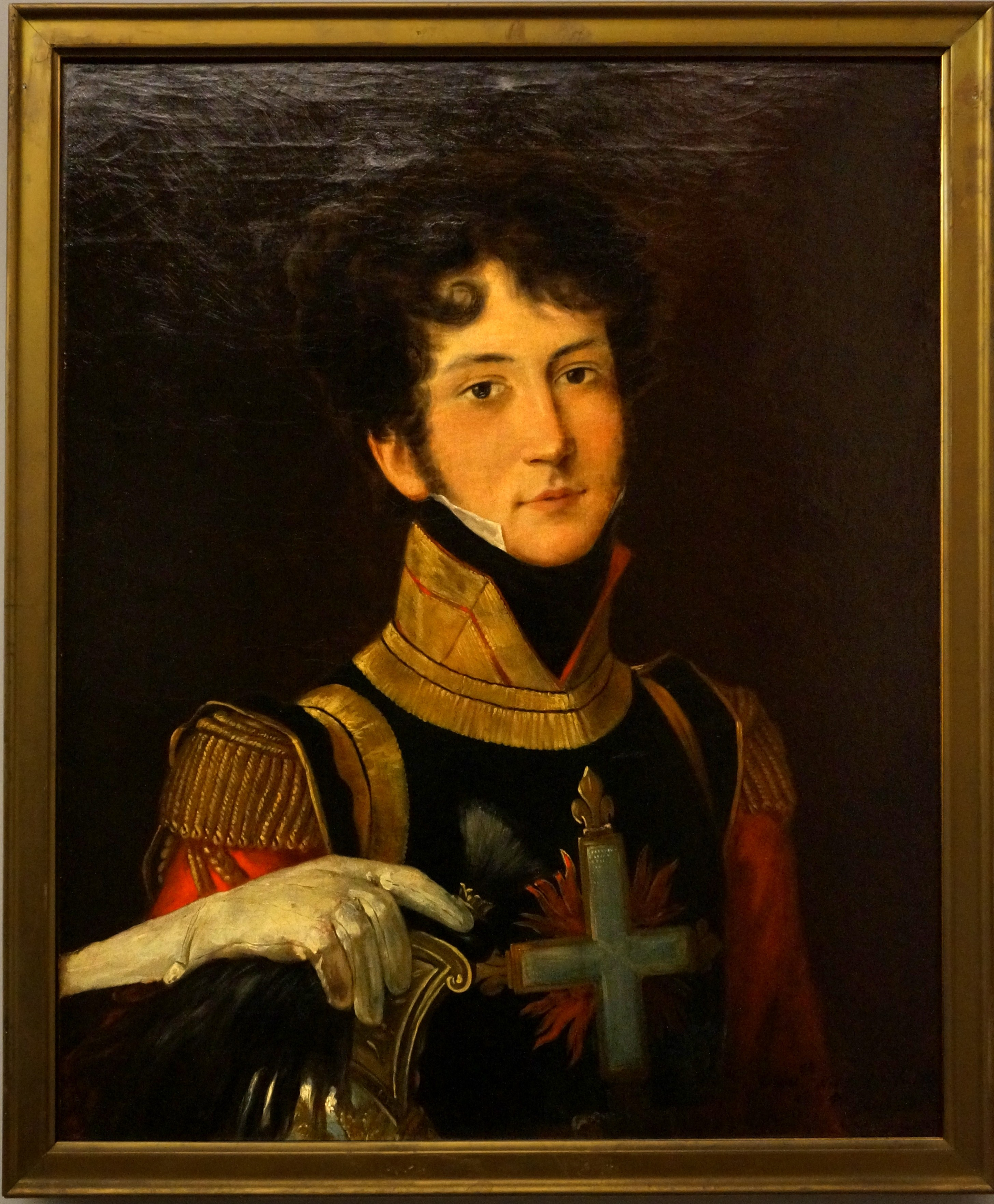
Portrait d'un mousquetaire du roi (Musée de l'Armée).

Lorsque Louis XVIII rentre en France en 1814, il entend redonner de l'éclat à sa maison. C'est avec cet objectif en tête qu'il crée un ministère de la maison du roi, confié à Pierre de Blacas. Ce dernier, secondé par Pierre Denniée, cherche alors à reconstituer la maison militaire telle qu'elle avait pu l'être sous l'Ancien Régime. L'ordonnance du 25 mai 1814 entérine la création de plusieurs unités, dont certaines avaient déjà disparu avant la Révolution.
En 1814, la maison militaire du roi se compose ainsi :
- gardes du corps du roi (cinq compagnies) ;
- Cent-Suisses (une compagnie) ;
- gardes de la porte (une compagnie) ;
- gardes de la prévôté (une compagnie) ;
- mousquetaires du roi (deux compagnies) ;
- gendarmes de la garde (une compagnie) ;
- chevau-légers de la garde (une compagnie).

La maison militaire proprement dite est ainsi formée d'environ 5 000 hommes, dont 4 629 cavaliers. Il faut également ajouter, pour la garde du roi, six régiments de corps royaux, composés de 2 758 fantassins et 2 574 cavaliers.
Louis XVIII utilise sa maison militaire pour rehausser son prestige. Par exemple, lors de la cérémonie de translation des dépouilles de Louis XVI et Marie-Antoinette, le 21 janvier 1815, les mousquetaires sont employés et sont très remarqués pour leur prestance et la beauté de leur uniforme.

### Seconde Restauration
Après les Cent-Jours, la maison militaire est réorganisée et son effectif diminué. L'ordonnance du 1er septembre 1815, supprime plusieurs unités, dont les gardes de la porte, les mousquetaires, les gendarmes et les chevau-légers. Les gardes de la prévôté sont licenciés le 1er mai 1817.
Parallèlement, Louis XVIII décide de la création d'une garde royale à partir des six régiments de corps royaux. La mission théorique de cette garde est de veiller, avec la maison militaire, à la protection du roi. Dans les faits, elle devient rapidement une unité combattante, à l'instar de la garde impériale. Réserve d'élite de l'armée, les hommes de la garde se doivent d'être irréprochables.

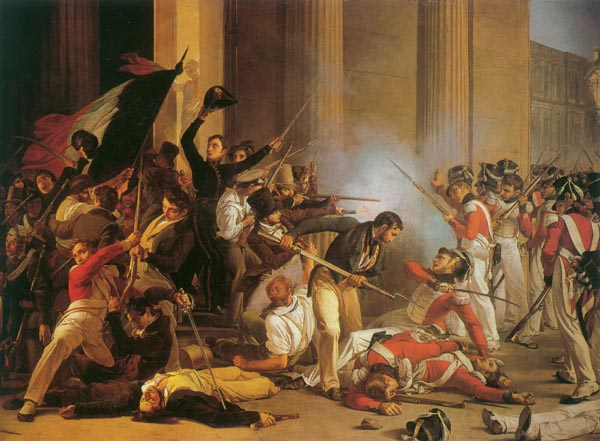
Les Suisses défendant le Louvre pendant les Trois Glorieuses.

Les effectifs de la garde sont fixés à 25 000 hommes, organisés en huit régiments d'infanterie – dont deux suisses – avec trois bataillons chacun et huit régiments de cavalerie avec six escadrons chacun. S'y ajoute un régiment d'artillerie de huit batteries (48 bouches à feu).
Le roi conserve le commandement théorique de la garde et se réserve le titre de colonel général. Il place à la tête de la garde royale quatre maréchaux avec le titre de majors généraux : le duc de Reggio, le duc de Bellune, le duc de Tarente et le duc de Raguse.
La garde royale s'érige en modèle de l'armée. Elle participe en 1823 à l'expédition d'Espagne et se montre digne du rang qui lui est assigné. La prise du Trocadéro est un de ses faits d'armes glorieux. En 1830 la portion de la garde royale qui se trouve à Paris lutte héroïquement pour défendre la monarchie.
La garde royale est licenciée, en même temps que la maison militaire le 11 août 1830, à la suite des Trois Glorieuses et de l'expulsion de la branche aînée des Bourbon.

## Formation et recrutement

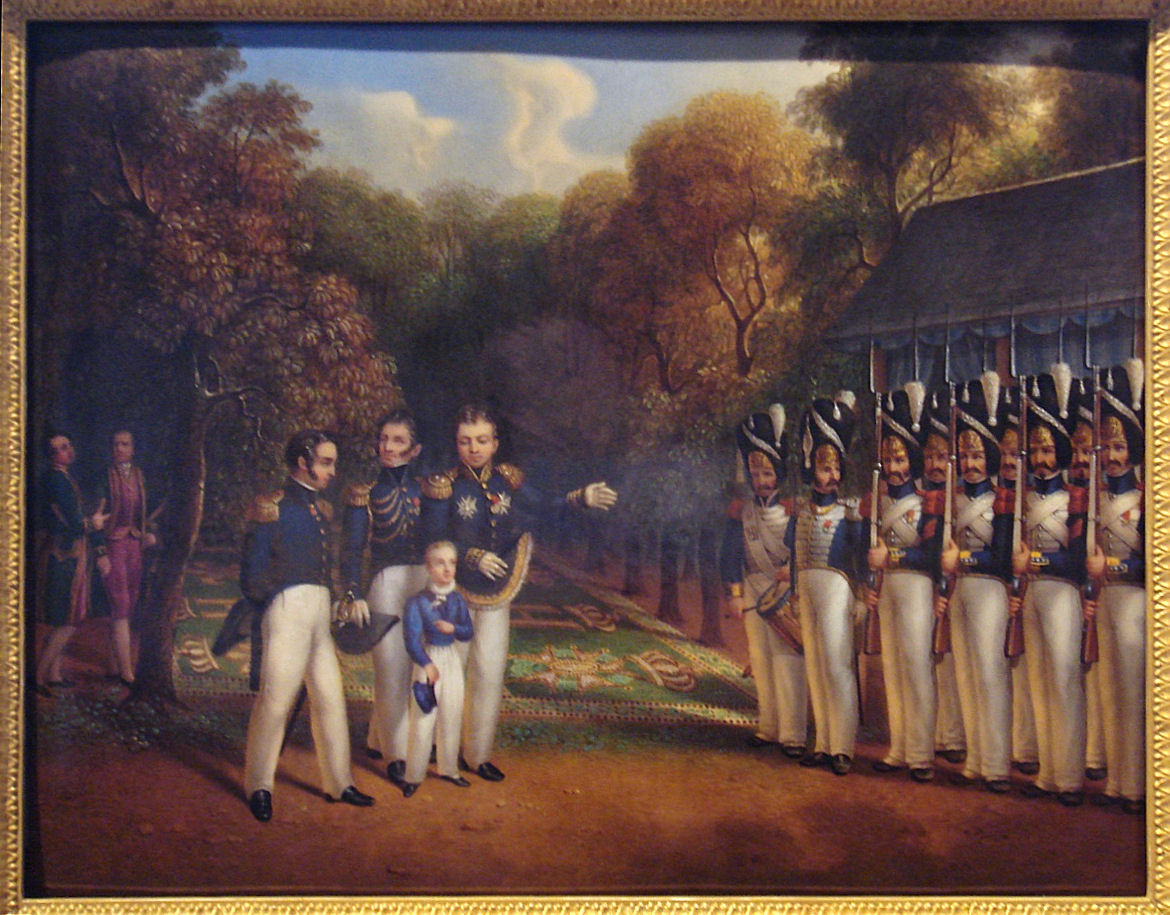
Le jeune duc de Bordeaux inspectant les grenadiers de la garde.

Le fait d'être admis dans la garde royale est considéré comme une des plus importantes récompenses militaires de l'armée française. Louis XVIII, qui n'a pas confiance dans ce qui lui reste d'armée, met à son commandement surtout des émigrés, comme pour la maison militaire. Les officiers sont au choix du roi.
L'uniforme de ces corps est plus brillant que celui des troupes de ligne, leur solde plus forte, leur rang plus élevé, leurs droits plus étendus : le soldat y est assimilé au caporal, le caporal au sergent et ainsi de suite jusqu'aux grades les plus élevés. Cet avantage est retiré à la garde en 1826 mais les officiers sont, après quatre ans de grade, dotés du rang supérieur et lorsqu'ils obtiennent plus tard un emploi dans cet autre grade, ils prennent rang du jour où ils avaient dépassé ces quatre années exigées.
La garde royale se compose d'hommes d'élite choisis dans les corps de l'armée.

## Composition

### Maison du roi (6 compagnies)

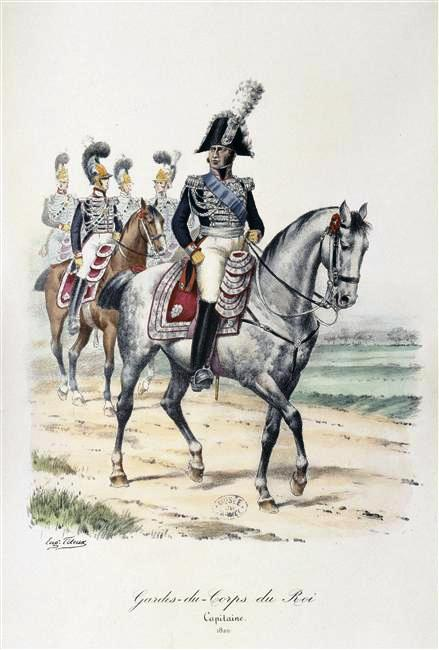
Capitaine des gardes du corps du roi.

- 1re compagnie des gardes du corps du roi, commandée par le duc d'Havré.
- 2e compagnie des gardes du corps du roi, commandée par le comte des Escotais.
- 3e compagnie des gardes du corps du roi, commandée par le duc de Gramont.
- 4e compagnie des gardes du corps du roi, commandée par le vicomte Paultre de Lamotte.
- 5e compagnie des gardes du corps du roi, commandée par le duc de Rivière.
- Compagnie des Cent-Suisses, commandée par le duc de Mortemart.

### Infanterie (8 régiments)

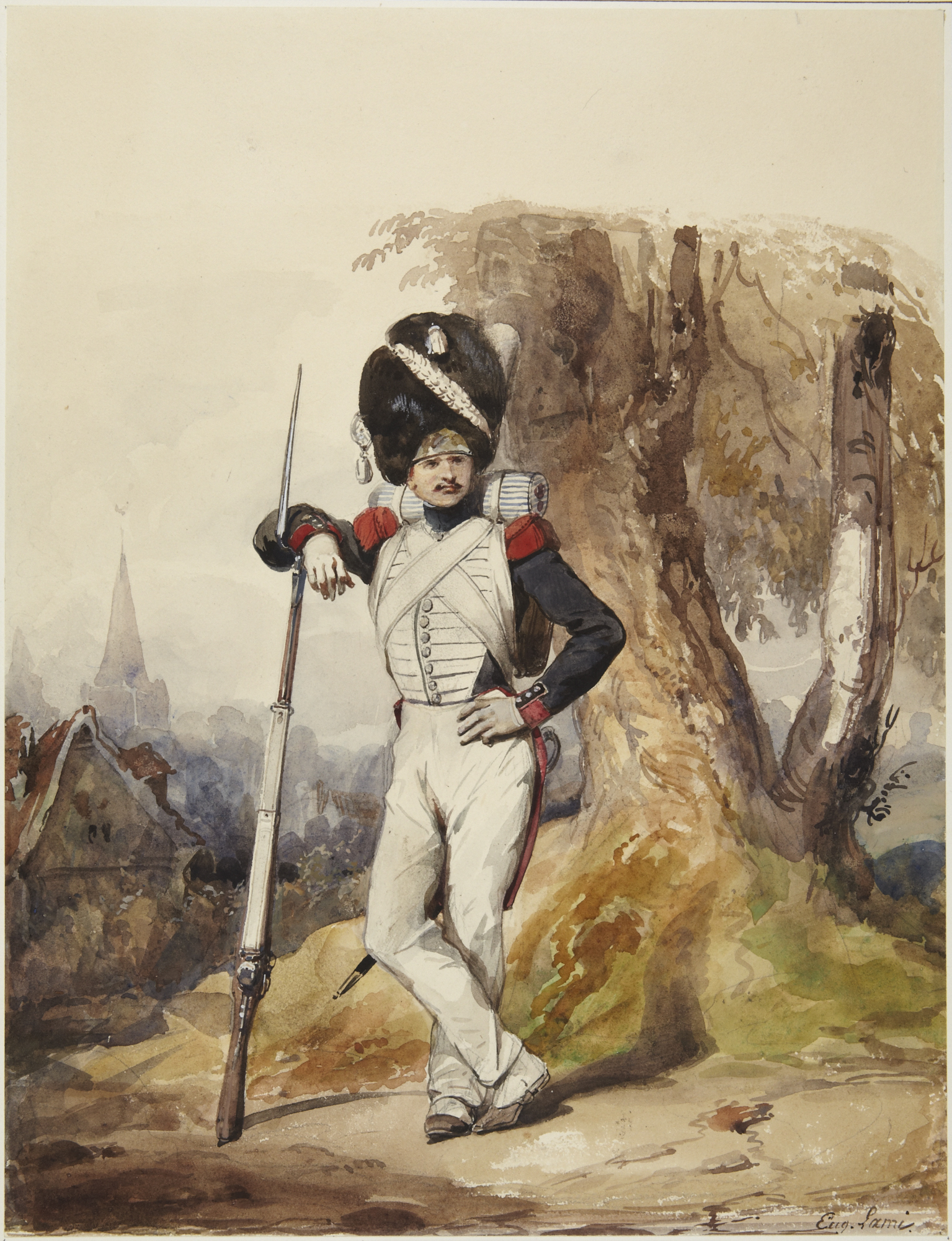
Grenadier de la garde (Eugène Lami).

- 1er régiment d'infanterie de la garde.
- 2e régiment d'infanterie de la garde.
- 3e régiment d'infanterie de la garde.
- 4e régiment d'infanterie de la garde.
- 5e régiment d'infanterie de la garde.
- 6e régiment d'infanterie de la garde.
- 7e régiment suisse d'infanterie de la garde.
- 8e régiment suisse d'infanterie de la garde.

### Cavalerie (8 régiments)

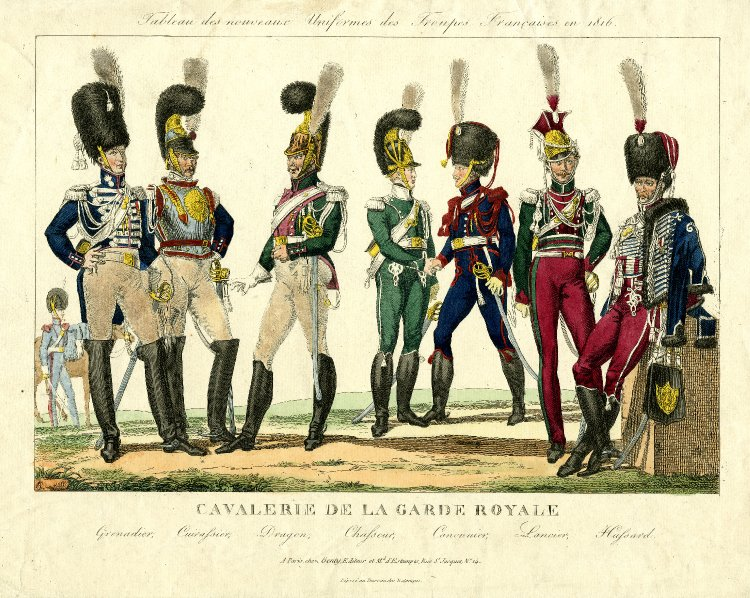
Cavalerie de la garde royale.

- 1er régiment de grenadiers de la garde.
- 2d régiment de grenadiers de la garde.
- 1er régiment de cuirassiers de la garde.
- 2d régiment de cuirassiers de la garde.
- Régiment de dragons de la garde.
- Régiment de chasseurs de la garde.
- Régiment de hussards de la garde.
- Régiment de lanciers de la garde.

### Artillerie (1 régiment)

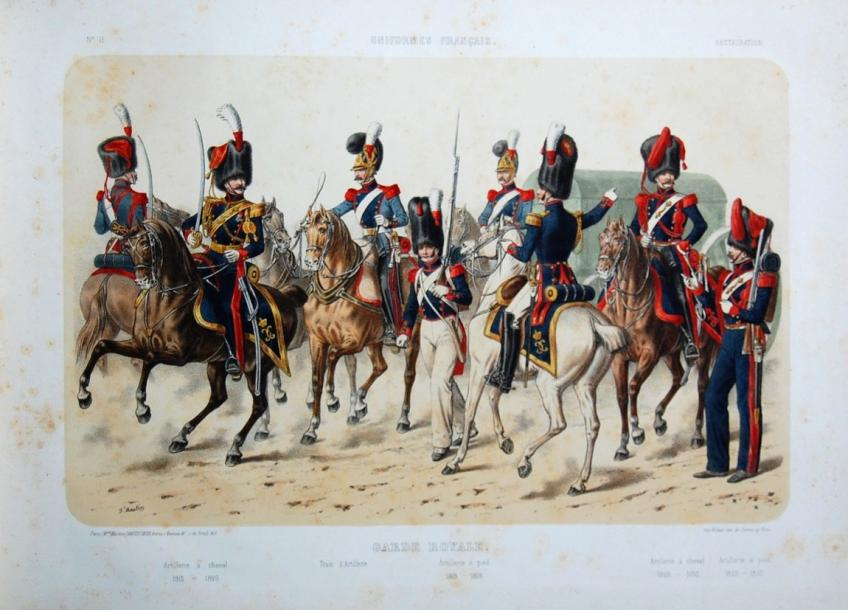
Artillerie de la garde royale.

- Régiment d'artillerie de la Garde royale, licenciée le 11 août 1830.